# Henrique Moreira
Henrique Araújo Moreira (Avintes, Vila Nova de Gaia, 1890 - 1979) fue un importante escultor portugués.

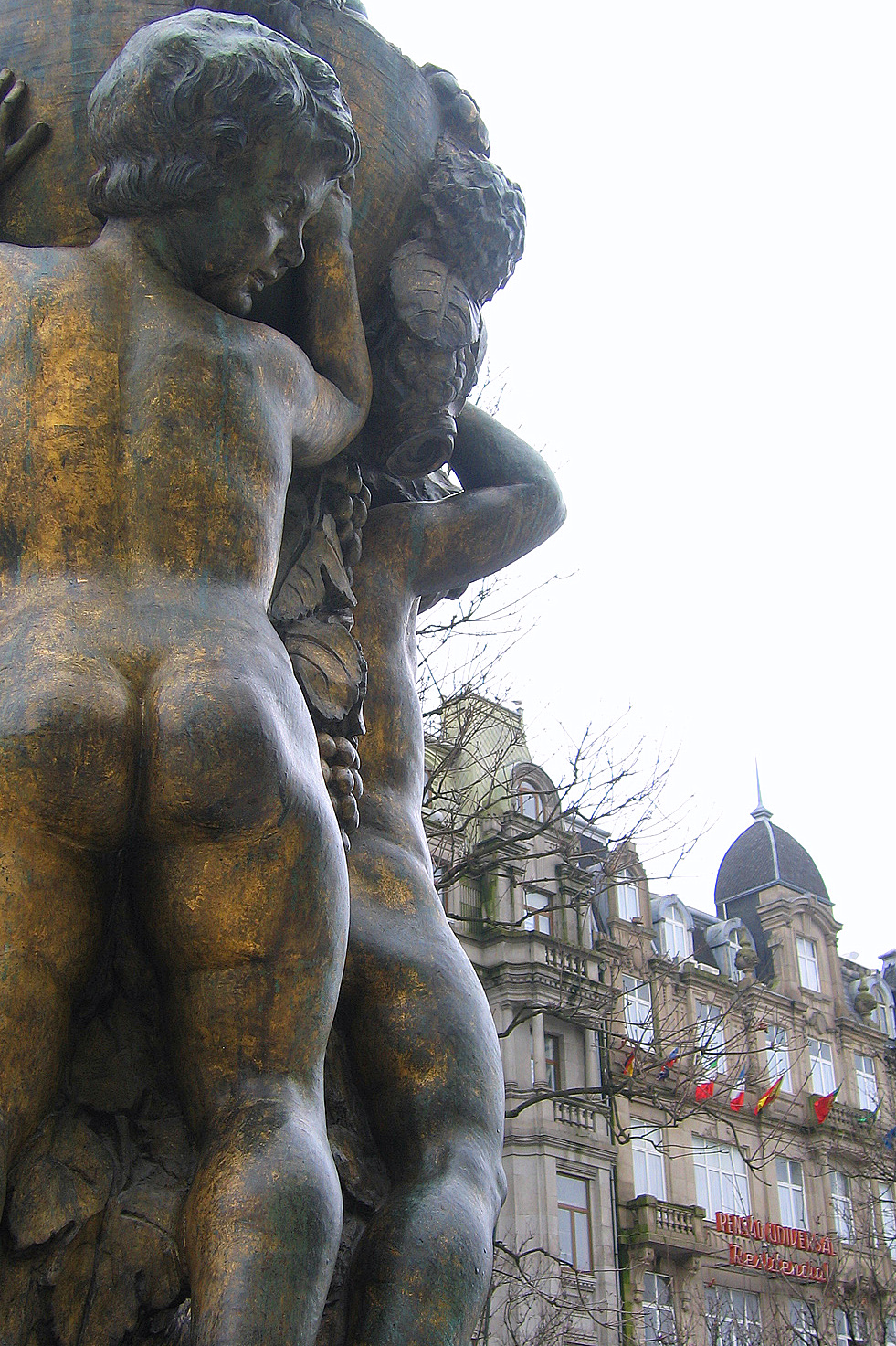
Los Meninos de la Avenida dos Aliados de Oporto.

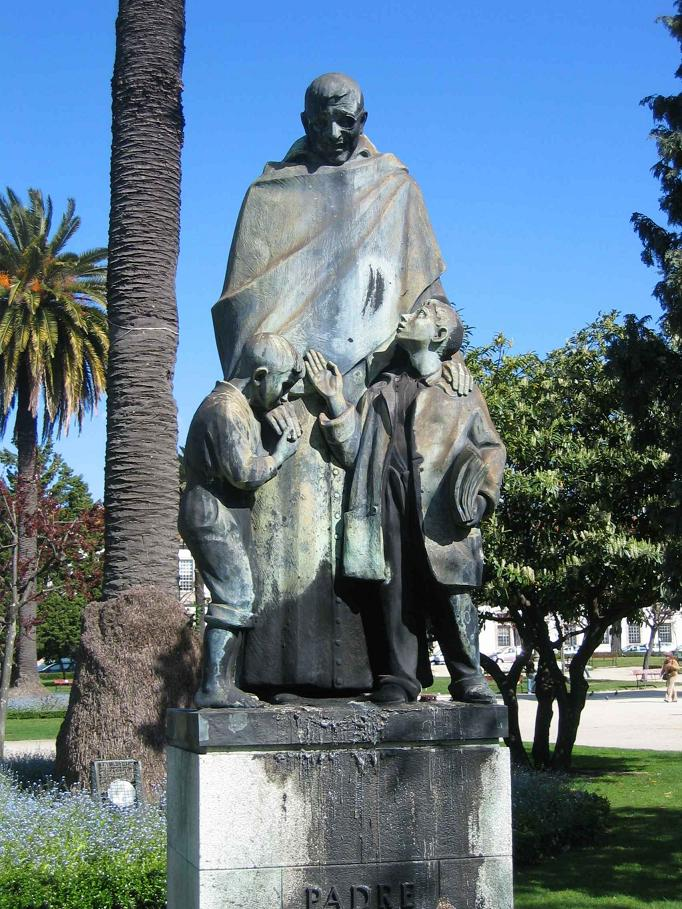
Padre Américo - 1959/61 - Bronce - Praça da Repúblicade Oporto.

## Datos biográficos
Formado por la Academia Portuense de Belas Artes, donde fue alumno del maestro António Teixeira Lopes, Henrique Moreira nos ha legado una obra notable, reconocida con múltiples distinciones, de entre las que destacan las medallas de oro con que fue galardonado en las exposiciones de Lisboa y Sevilla.
En su extensa producción artística, donde claramente se perpetúa la herencia naturalista del siglo XVIII, y en la que se afirma también un estilo actualizado, por la emergencia de la estética art déco, como lo evidencia la decoración floreada de la Avenida dos Aliados, y que manifiesta la convergencia de una singular armonía de líneas y de volúmenes, de una correcta euritmia y de una expresividad naturalista que confiere a la  obra  una inmensa serenidad.

## Principales obras
Su nombre está muy ligado a Oporto, entre las mejores y más conocidas obras de Henrique Moreira en esta ciudad, se destacan las siguientes obras:
- Menina Nua y los Meninos de la Avenida dos Aliados

- Padre Américo de la Praça da República

- Decoración de la fachada del Teatro Rivoli

- Monumento a los Héroes de la Guerra Peninsular

- Salva-Vidas o Lobo do Mar en Foz do Douro

- Monumento a Raúl Brandão en el  Jardín do Passeio Alegre

- Escultura Ternura en el Jardín de S. Lázaro

- Monumento a los Muertos de la Gran Guerra en la Praça Carlos Alberto

- O Pedreiro, estatua en bronce en el Largo Alexandre Sá Pinto (enfrente de la Escuela Industrial Infante D. Henrique)

Entre sus trabajos también se incluyen, piezas escultóricas en el interior del Palácio da Justiça, de la fachada y del interior de los Paços de Concelho y de la Igreja de Nossa Senhora da Conceição, en la Plaza del Marquês de Pombal, dos interiores de salas de espectáculo como el Rivoli, el Coliseu do Porto y el Teatro Nacional São João.
En 1968 la Cámara Municipal de Oporto le concedió la Medalha de Ouro de Mérito.

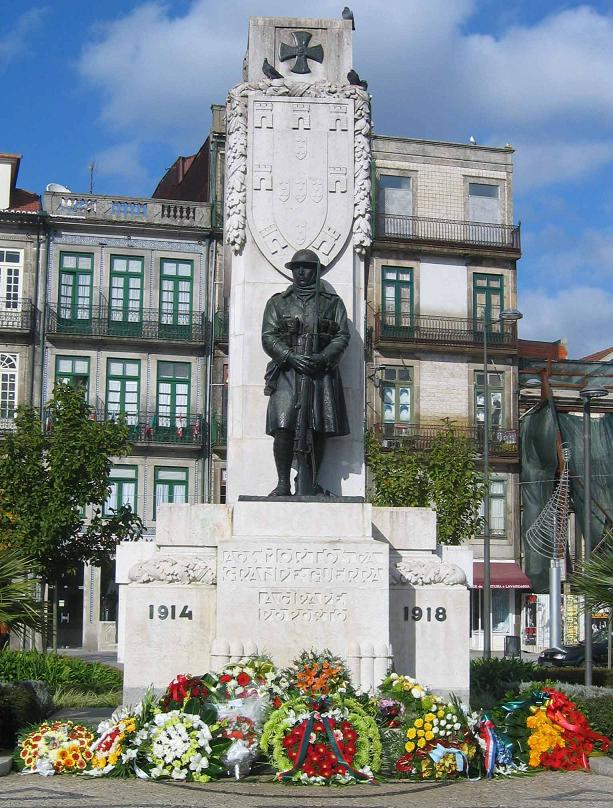
Monumento Mortos Grande Guerra
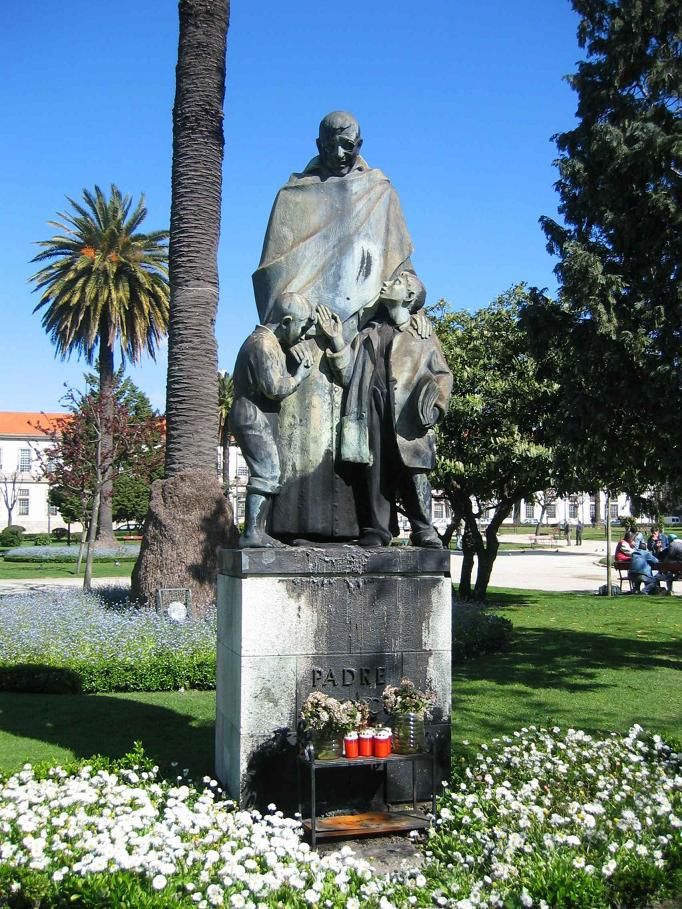
Padre Américo
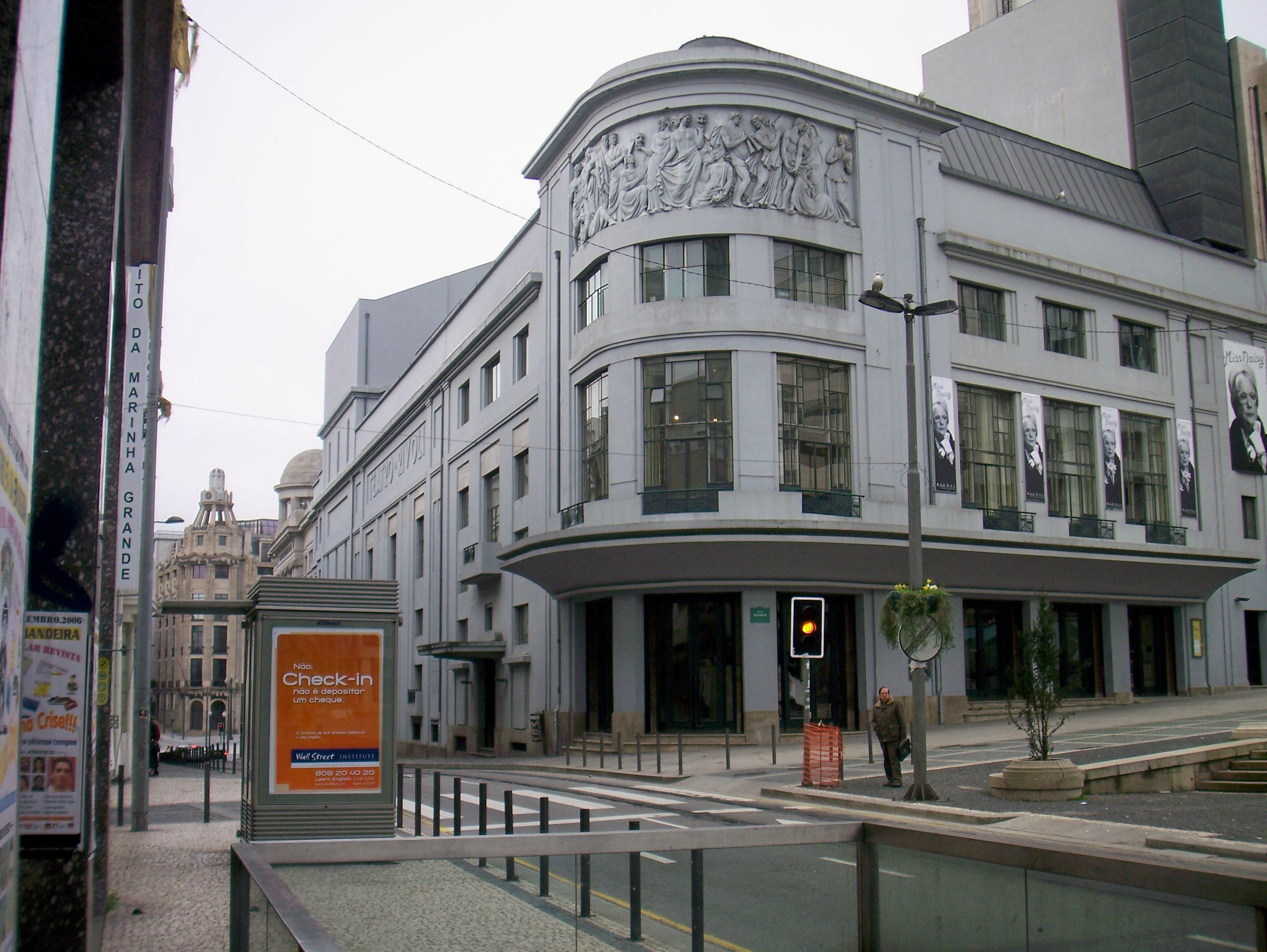
Fachada del Teatro Rivoli
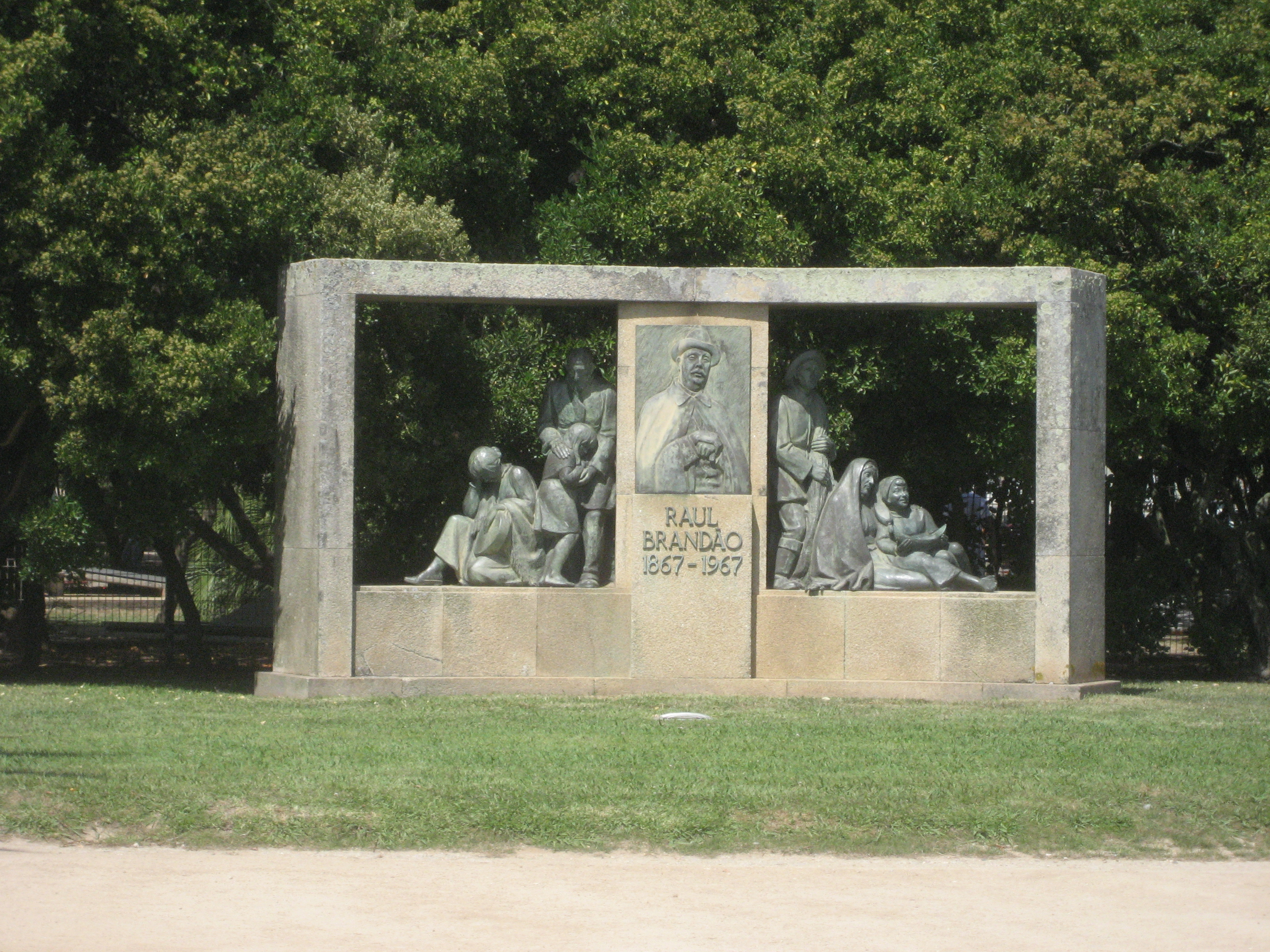
Raul Brandão (Porto)